# کوری‌یاما، فوکوشیما
کوری‌یاما در استان فوکوشیما در کشور ژاپن  واقع شده‌است  که دارای جمعیت ۳۳۹٬۳۹۵ نفر و مساحت ۷۵۷٫۰۶ کیلومتر مربع با تراکم جمعیت ۴۴۸  نفر در کیلومترمربع است و در تاریخ ۱ سپتامبر ۱۹۲۴ به عنوان شهر شناخته شد.